# Cibarusahkota
Cibarusahkota is een bestuurslaag in het regentschap Bekasi van de provincie West-Java, Indonesië. Cibarusahkota telt 13.630 inwoners (volkstelling 2010).